# Paloma Cela
Paloma Cela, született María Luisa Cela Molinero (Madrid, 1943. március 4. – Madrid, 2019. március 30.) spanyol színésznő, modell.

## Fontosabb filmjei
- 40 grados a la sombra (1967)
- Tepepa, a hős bitang (Tepepa) (1968)
- Frank Mannata igaz története (¡Viva América!) (1969)
- Del amor y otras soledades (1969)
- A pokol városa (A Town Called Bastard) (1971)
- A la legión le gustan las mujeres... y a las mujeres, les gusta la legión (1976)
- Manuela (1976)
- Avilai Szent Teréz élete (Teresa de Jesús) (1984, tv-sorozat, három epizódban)
- Dokiakadémia (Bad Medicine) (1985)
- A kristálykő legendája (Crystalstone) (1987)
- Hogyan legyünk nők anélkül, hogy belehalnánk (Cómo ser mujer y no morir en el intento) (1991)
- Örökölt kísértete (Fantômes en héritage) (1992, tv-film)
- A bankrablás nagy öregjei (Maestros) (2000)
- Torrente 2. – A Marbella-küldetés (Torrente 2: Misión en Marbella) (2001)